# 塞維利亞 (考卡河谷省)
塞維利亞（西班牙語：Sevilla）是哥倫比亞考卡河谷省的城鎮，位於該國西部，距離首府卡利約90英里，始建於1903年，面積587平方公里，海拔高度1,612米，2005年人口41,632。

## 外部連結
- Alcaldía Municipal de Sevilla
- Sevillanos Unidos

4°16′08″N 75°56′10″W / 4.26889°N 75.9361°W